# Robert Arboleda
Robert Abel Arboleda Escobar (ur. 22 października 1991 w Esmeraldas) – ekwadorski piłkarz występujący na pozycji środkowego obrońcy w brazylijskim klubie São Paulo FC. Wychowanek Olmedo, w swojej karierze grał także w takich zespołach jak Municipal Cañar, Grecia, LDU Loja oraz Universidad Católica. Znalazł się w kadrze reprezentacji Ekwadoru na Copa América 2016.